# Seznam nemških leksikografov
Seznam nemških leksikografov.

## A
- Johann Christoph Adelung

## B
- (Karl Baedeker)
- Friedrich Arnold Brockhaus (1772–1823)

## D
- Konrad Duden

## E
- Adolf Erman

## F
- Johann Gottfried Flügel
- Wilhelm Freund

## G
- brata Grimm (Jacob Grimm in Wilhelm Karl Grimm)
- Johann Gottfried Gruber

## H
- (Stanislav Hafner)
- Johann Ernst Hanxleden

## K
- Ernst Klee (1942-2013)
- Friedrich Kluge

## M
- Johann Mattheson
- Carl Joseph Meyer

## P
- Franz Passow

## S
- Daniel Sanders
- Johann Gottlob Schneider
- (Katja Sturm-Schnabl)

## W
- (Constantin Wurzbach)